# دید (علوم)
دید یا معنا (به انگلیسی: Sensu)، یک کلمه لاتین یعنی «به معنای» است. در تعدادی از زمینه‌ها از جمله زیست‌شناسی، زمین‌شناسی، زبان‌شناسی، نشانه‌شناسی و حقوق استفاده می‌شود. معمولاً به این اشاره دارد که چگونه یک عبارت در توصیف هر مفهوم خاص چقدر استفاده می‌شود، اما در عبارت‌هایی نیز ظاهر می‌شود که قرارداد یا زمینه استفاده را نشان می‌دهد.

## معنی عمومی
Sensu در مصداق اسمی sensus است که در اینجا یعنی «دید» یا «معنا» است. اغلب با یک صفت (در همان مورد) همراه است. سه عبارت از این قبیل عبارتند از:
- sensu stricto – «در دید باریک (سخت)»، مخفف s.s. یا s.str.[۱]
- sensu lato – «در دید گسترده (وسیع)»، مخفف s.l.[۲]
- sensu amplo - «در دید نرم («کافی»)، معنایی مشابه sensu lato.

سورن کی یرکگارد از عبارت sensu eminenti به معنای «در دید برتر (یا برجسته‌ترین یا مهم‌ترین)» استفاده می‌کند.
در صورت شایستگی، ممکن است از صفت‌های تفضیلی (مقایسه‌ای) و عالی نیز برای انتقال معنای "بیشتر" یا "بیشترین" استفاده شود؛ بنابراین sensu stricto به sensu strictiore ("در دید باریک‌تر" یا "به بیان دقیق‌تر") و sensu strictissimo ("در باریک‌ترین معنای ممکن" یا "به دقیق‌ترین معنا") تبدیل می‌شود.
| عبارت پایه    | تفضیلی (تر)      | عالی (ترین)        | معناها                                                                              |
| ------------- | ---------------- | ------------------ | ----------------------------------------------------------------------------------- |
| sensu stricto | sensu strictiore | sensu strictissimo | به معنای سخت / سخت‌تر / سخت‌ترین باریک / باریک‌تر / باریک‌ترین دقیق / دقیق‌تر / دقیق‌ترین |
| sensu lato    | sensu latiore    | sensu latissimo    | به معنای گسترده / گسترده‌تر / گسترده‌ترین                                             |
| sensu amplo   | sensu ampliore   | sensu amplisimo    | به معنای نرم/ نرم‌تر/ نرم‌ترین آرام/ آرام‌تر/ آرام‌ترین                                 |

تعریف‌های کنونی از فرمانرو گیاهی (Plantae) یک مثال زیستی از زمان استفاده از چنین عبارت‌هایی را ارائه می‌دهد. یکی از تعریف‌های Plantae این است که از تمام گیاهان سبز (شامل جلبک‌های سبز و رویان‌داران)، همه جلبک‌های قرمز و همه جلبک‌های گلوکوفیت تشکیل شده‌است. یک تعریف دقیق‌تر جلبک‌های قرمز و گلوکوفیت را استثنا می‌کند. گروهی که به این شکل تعریف شده‌است را می‌توان Plantae in sensu stricto نامید. حتی یک تعریف دقیق‌تر، جلبک‌های سبز را کنار می‌گذارد و فقط گیاهان خشکی را باقی می‌گذارد. گروهی که به این شکل تعریف شده‌است را می‌توان Plantae in sensu strictiore نامید.
در مقابل، برخی از نویسندگان در جایی که مناسب باشد، عباراتی مانند «sensu non strictissimo» را به‌معنای «نه به محدودترین معنای ممکن» استخراج می‌کنند.
شکل مشابهی برای نشان دادن معنا در یک زمینهٔ خاص استفاده می‌شود، مانند «گروه‌های غیرتک‌تباری غیرطبیعی هستند (در دید cladistics) در آن …» یا «... محاسبه یک کلادوگرام (در دید فِنِتیک). "
همچنین عبارت sensu auctorum (مخفف: sensu auct.) یعنی "به معنای نویسندگان معین" استفاده می‌شود که می‌توان آنها را تعیین یا توصیف کرد. معمولاً به معنایی اشاره دارد که نامعتبر تلقی می‌شود و ممکن است در چنین موردی به جای تعیین آرایه توسط نویسنده استفاده شود (به عنوان نمونه، "Tricholoma amethystinum sensu auct." یک نام اشتباهی برای قارچ است که واقعاً باید "Lepista personata" (Fr.) Cooke) باشد.